# Vinícola Guaspari
Vinícola Guaspari é uma vinícola brasileira localizada em Espírito Santo do Pinhal, no interior de São Paulo.

## História
No início dos anos 2000, a chegada da família Guaspari a Espírito Santo do Pinhal estimulou uma nova cultura agrícola na região, tradicionalmente conhecida pelo cultivo de café. Após estudos sobre o terreno e as condições climáticas do local, a família decidiu colocar em prática o sonho de produzir e engarrafar vinhos. Para isso, transformou uma antiga fazenda de café em vinícola. A área de cultivo com 50 hectares tem terreno granítico e paisagem que se assemelha à região da Toscana, na Itália. Em 2006, foram plantadas as primeiras videiras.
Em 2014 foram lançados os primeiros vinhos e a vinícola foi a primeira vinícola brasileira a receber medalha de ouro no "Decanter World Wine Awards" para seu Syrah - Vista do Chá nas safras 2012 e 2014.
A Guaspari também é pioneira e um dos principais motores de um novo pólo de produção de vinhos finos no estado de Sao Paulo.